# Новопестерёвское сельское поселение
Новопестерёвское се́льское поселе́ние — упразднённое муниципальное образование в составе Гурьевского района Кемеровской области. Административный центр — село Новопестерёво.

## История
Новопестеревское сельское поселение образовано 17 декабря 2004 года в соответствии с Законом Кемеровской области № 104-ОЗ.

## Население
| 2010  | 2011  | 2012  | 2013  | 2014  | 2015  | 2016  |
| ----- | ----- | ----- | ----- | ----- | ----- | ----- |
| 1405  | ↗1408 | ↘1403 | ↘1360 | ↘1338 | ↘1314 | ↘1292 |
| 2017  | 2018  | 2019  |       |       |       |       |
| ↘1286 | ↘1279 | ↘1268 |       |       |       |       |

## Состав сельского поселения
| № | Населённый пункт | Тип населённого пункта       | Население |
| - | ---------------- | ---------------------------- | --------- |
| 1 | Дегтярёвка       | деревня                      | 44        |
| 2 | Мостовая         | деревня                      | 139       |
| 3 | Новопестерёво    | село, административный центр | 1056      |
| 4 | Печёркино        | село                         | 166       |